# Achats de Noël

Achats de Noël est un court métrage français tourné pour la télévision, de la série Le Petit Théâtre d'Antenne 2, réalisé en 1979 par Dominique Delouche et diffusé en 1979.

## Synopsis
En cette veille de Noël, Anatole est encore à la recherche d'un cadeau de Noël pour celle dont il est amoureux. Il tombe sur Gabrielle, à laquelle il fut fiancé, mais qui rompit avec lui. Elle est maintenant mariée et mère de famille. Lorsque celle-ci apprend que son ancien amoureux a du mal à un cadeau pour sa douce et tendre, elle lui propose de l'aider, ce qu'Anatole accepte volontiers. Mais dès qu'elle apprend que la compagne d'Anatole est d'une classe inférieure, le ton change et la moquerie s'installe.

## Fiche technique
- Titre : Achats de Noël
- Réalisation : Dominique Delouche
- Scénario : Dominique Delouche, d'après la pièce en un acte « Weihnachtseinkäufe» d'Arthur Schnitzler (1892) traduite par Dominique Auclères
- Photographe de plateau : D. Gonot
- Société de production : Antenne 2
- Pays :  France
- Langue : français
- Genre : drame de mœurs
- Format : Couleurs - Négatif et Positif : 16 mm - Son : Mono
- Durée : 22 minutes
- Dates de sortie : France : 1er avril 1979 (Antenne 2)

## Distribution
- André Dussollier : Anatole
- Danièle Lebrun : Gabrielle